# Synaptola thoracalis
Synaptola thoracalis är en skalbaggsart som beskrevs av Schmidt 1922. Synaptola thoracalis ingår i släktet Synaptola och familjen långhorningar. Inga underarter finns listade i Catalogue of Life.